# 李买富
李买富（1946年—），山西沁水人，中国人民解放军将领、中国人民解放军空军中将。 
2004年，授予中国人民解放军空军中将，曾任空军副司令员。 
中国共产党第十七届中央委员会候补委员。